# Rondibilis rondoni
Rondibilis rondoni es una especie de escarabajo longicornio del género Rondibilis, tribu Acanthocinini, subfamilia Lamiinae. Fue descrita científicamente por Breuning en 1965.

## Descripción
Mide 13 milímetros de longitud.

## Distribución
Se distribuye por Laos.